# Ragadia melindena
Ragadia melindena är en fjärilsart som beskrevs av Felder 1863. Ragadia melindena ingår i släktet Ragadia och familjen praktfjärilar. Inga underarter finns listade.